# Hans Julius Wolff (Verwaltungswissenschaftler)
Hans Julius Wolff (* 3. Oktober 1898 in Elberfeld; † 5. November 1976 in Münster) war ein deutscher Verwaltungswissenschaftler und Richter.

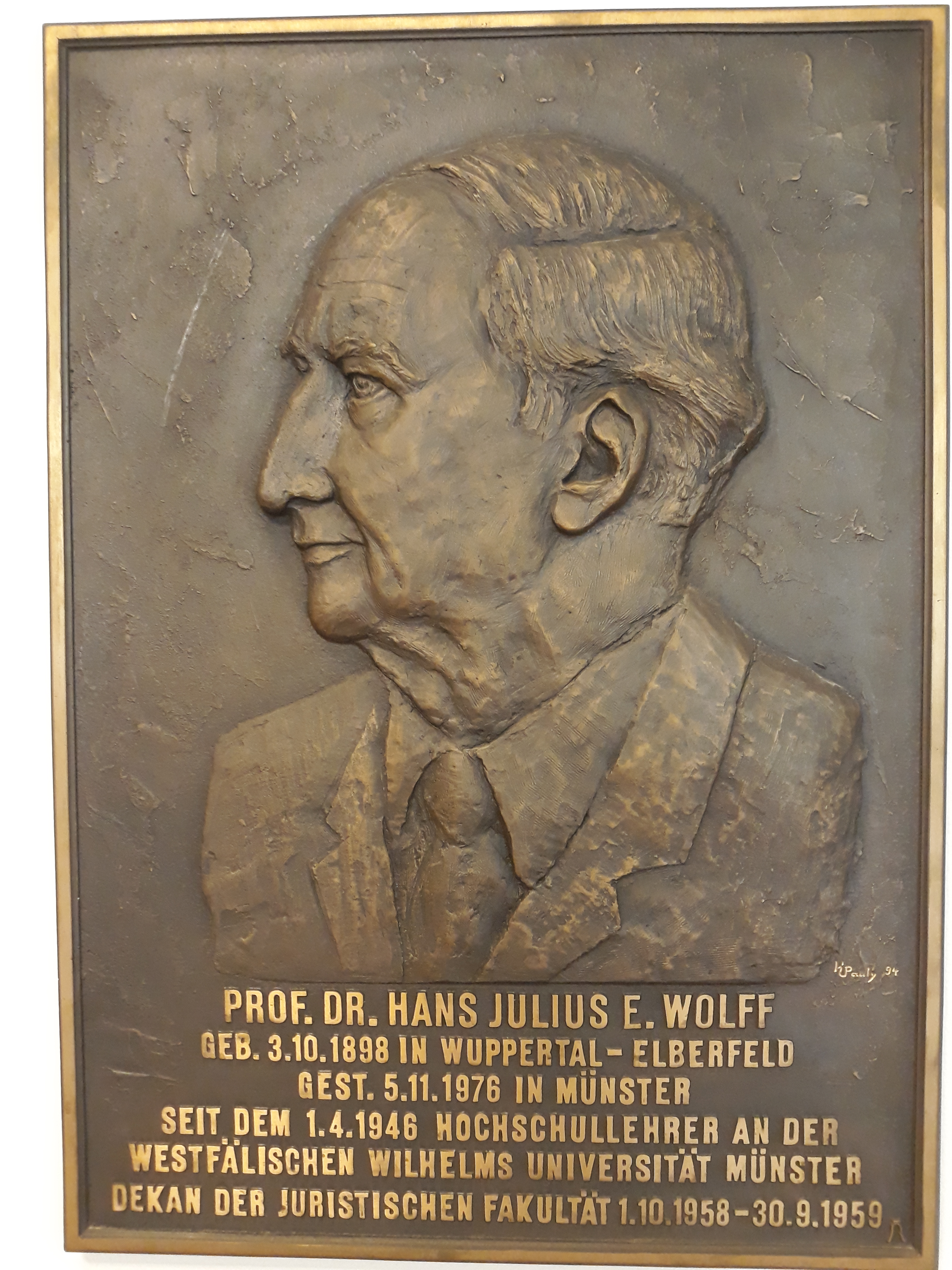
Bronzerelief Hans Julius Wolff an der Juristischen Fakultät der Universität Münster.

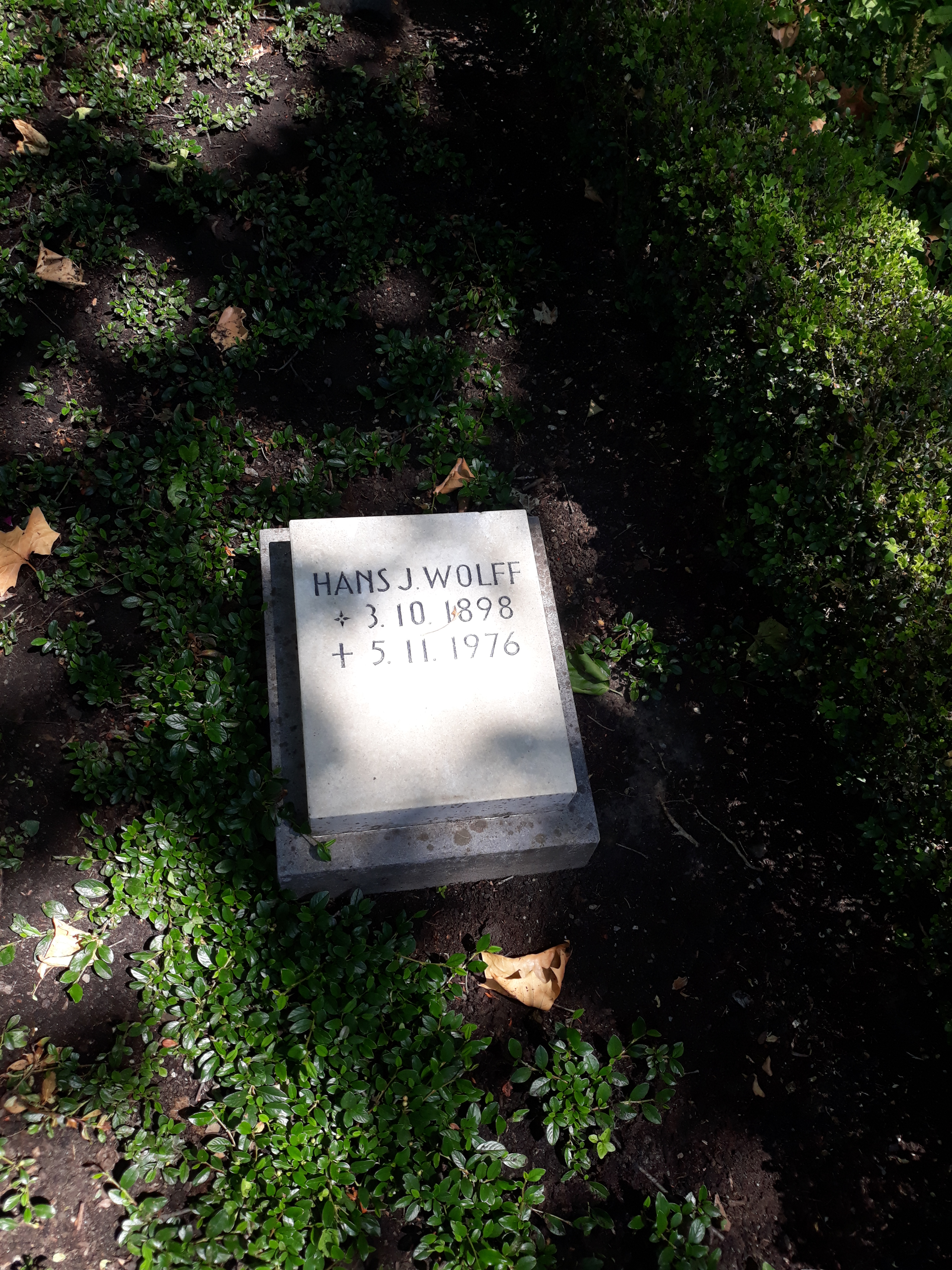
Das Grab von Hans J. Wolff im Familiengrab auf dem Lutherischen Friedhof Hochstraße in Wuppertal-Elberfeld.

## Leben und Wirken
Hans J. Wolff kam als Sohn eines Textilfabrikanten zur Welt. Er besuchte das Realgymnasium in Elberfeld, das er 1917 abschloss. Im Kriegseinsatz wurde er schwer verwundet. Anschließend studierte Wolff Rechtswissenschaften in Göttingen, Bonn, Halle und München. Das Erste Staatsexamen legte er 1922, das Zweite nach seinem Referendariat 1926 ab. Schon 1925 wurde er in Göttingen bei Julius Hatschek mit der Arbeit Die Grundlagen der Organisation der Metropole promoviert. Danach war Wolff in der Hochschulabteilung des preußischen Innenministeriums beschäftigt und arbeitete parallel an der umfangreichen Untersuchung Organschaft und juristische Person, mit deren erstem Band er sich 1929 in Frankfurt bei Friedrich Giese habilitierte.
Wolff arbeitete weiter im preußischen Innenministerium. Im Jahr 1933 erhielt er einen Ruf nach Frankfurt als Nachfolger von Hermann Heller, konnte die Professur auf Betreiben der NSDAP aus politischen Gründen aber nicht antreten. Von 1935 bis 1940 lehrte Wolff am Herder-Institut Riga. Einen Ruf nach Marburg lehnte er 1941 ab und wechselte stattdessen nach Prag, wo er bis 1945 lehrte. Dem Nationalsozialismus stand Wolff distanziert gegenüber, was zu den Schwierigkeiten bei der Frankfurter Berufung führte. Er trat aber auch nicht in Opposition zum „Dritten Reich“, sondern erkannte die neue Verfassungslage an, wofür seine noch 1933 publizierte Schrift Die neue Regierungsform des Deutschen Reiches charakteristisch ist. Insgesamt veröffentlichte Wolff in der Zeit des Nationalsozialismus wenig. Über sein Verhalten in dieser Zeit sagte er später: „Ich war kein Held, aber ich habe mich wenigstens nicht kompromittiert.“
Nach Kriegsende flüchtete Wolff mit seiner Familie aus Prag nach Oberbayern. Kurz nachdem das Fluchtziel erreicht war, starb seine Frau Lieselotte an den Folgen der Geburt ihres fünften Kindes. Wolff heiratete erneut und ließ sich mit seiner zweiten Frau Marta und den noch im Elternhaus lebenden Kindern in Münster nieder, wo er seit 1946 an der Universität vertretungsweise unterrichtete. Im Jahr 1948 wurde er zum ordentlichen Professor für öffentliches Recht und Rechtsphilosophie an der Westfälischen Wilhelms-Universität und zum Direktor des Kommunalwissenschaftlichen Instituts der Universität Münster berufen. Beide Aufgaben erfüllte Wolff bis zu seiner Emeritierung 1967. Da er politisch unbelastet war, wurde Wolff im Jahr 1947 in den Beratenden Ausschuss für Verwaltungs- und öffentliches Recht der britischen Besatzungszone berufen. In dieser Funktion war er an der Ausarbeitung der Militärregierungsverordnung Nr. 165 über die Verwaltungsgerichtsbarkeit beteiligt. Von 1952 bis 1954 war Wolff Erster Vorsitzender der Vereinigung der Deutschen Staatsrechtslehrer, ab 1957 leitete er die von ihm mitbegründete westfälische Sektion der Internationalen Vereinigung für Rechts- und Sozialphilosophie. 1958/59 war Wolff Dekan der Rechts- und Staatswissenschaftlichen Fakultät seiner Universität. Im Nebenamt war er Richter am Oberverwaltungsgericht Münster
Aus einem 1948 herausgegebenen Vorlesungsmanuskript zum Allgemeinen Verwaltungsrecht entwickelte sich seit Mitte der 1950er Jahre Wolffs Opus magnum, das Lehrbuch Verwaltungsrecht, das in den Jahren 1956, 1962 und 1966 in drei Bänden im Verlag C. H. Beck erschien. Methodisch kann das Werk dem Rechtspositivismus zugerechnet werden. Wolff ging es um klare Systematik, detaillierte Gliederung und dogmatische Einordnung des geltenden Verwaltungsrechts, wobei er Rechtsprechung und Literatur umfassend nachwies. Wolffs Verwaltungsrecht entwickelte sich zum Standardwerk, das nach seinem Tod zunächst von Otto Bachof und heute von Rolf Stober und Winfried Kluth fortgeführt wird.
Wolff gehörte zu den prägenden Verwaltungsrechtlern der frühen Bundesrepublik. Als akademischer Lehrer wirkte er in hohem Maße schulbildend. Zu den von ihm betreuten oder mitbetreuten Habilitationen gehören diejenigen von Georg-Christoph von Unruh, Christian-Friedrich Menger, Helmut Ridder, Erich Küchenhoff, Werner Hoppe, Ernst-Wolfgang Böckenförde, Martin Kriele, Ralf Dreier und Heinhard Steiger. Menger folgte Wolff auf dem Lehrstuhl in Münster und als Direktor am Kommunalwissenschaftlichen Institut nach.

## Veröffentlichungen
- Die Grundlagen der Organisation der Metropole. Entwicklung und Erläuterung eines neuen Rechtsbegriffs. Göttingen 1924 (Göttingen, Univ., Diss., 1924).
- Organschaft und juristische Person. Untersuchungen zur Rechtstheorie und zum öffentlichen Recht. 2 Bände. Heymanns, Berlin 1933–1934;
  - Bd. 1: Juristische Person und Staatsperson (Kritik, Theorie und Konstruktion). 1933.
  - Bd. 2: Theorie der Vertretung. (Stellvertretung, Organschaft und Repräsentation als soziale und juristische Vertretungsformen). 1934.
- Verwaltungsrecht. Ein Studienbuch. 3 Bände. C. H. Beck, München u. a. 1956–1966; 
  - Bd. 1. 1956.
  - Bd. 2: Organisations- und Dienstrecht. 1962.
  - Bd. 3: Ordnungs- und Leistungsrecht, Verfahrens- und Prozeßrecht. 1966.